# Abd al-Hamid Ibn Yahya
 (février 2018).
Si vous disposez d'ouvrages ou d'articles de référence ou si vous connaissez des sites web de qualité traitant du thème abordé ici, merci de compléter l'article en donnant les références utiles à sa vérifiabilité et en les liant à la section « Notes et références ».
Abd al-Hamid Ibn Yahya ou Abd al-Hamid al-Katib est un écrivain arabe mort en 750.
Maître d'école itinérant, il devint l'homme d'État du dernier calife omeyyade, Marwan ibn Muhammad (744-749). Il fut le premier styliste de la prose arabe et le créateur de l'épître ainsi que l'initiateur de l'adab qui sera précisé par Ibn Muqaffa.